# 나 홀로 볼링
나 홀로 볼링 ( Bowling Alone: The Collapse and Revival of American Community ) 은 로버트 퍼트넘이 2000년에 쓴 비소설로 미국에서 1950년 이후 급격하게 사회 자본이 사라진 것을 지적한 책이다.  그는 강력한 민주주의가 요구하는 시민들의 활발한 사회 참여가 급격하게 줄고 있는 것을 주장한다.

## 내용
퍼트넘은 미국인들이 커뮤니티 참여 즉, 투표율, 공적회의 참여율, 사회봉사, 정치참여등에 관여하지 않고 있다며, 원인으로는 미국인이 정부를 덜 신뢰하기 때문이라고 주장한다.  그는 볼링을 예로 들어 그 당시 20년동안 볼링인구는 늘었지만, 팀을 짜서 하는 리그전보다 개인전이 더 늘었다는 것이다.  
이에 대한 원인으로 그는 교외화(suburbanization)와 기술의 발전이 시민을 개인화하면서 텔레비젼과 인터넷을 통한 여가 시간활용이 이루어지고,  '가상 현실 헬멧'을 통해 더욱 가속화 될 것으로 주장한다.  